# DanBred International
DanBred International (DBI) ist ein dänischer Schweinezüchter. DanBred International ist die Exportfirma des dänischen Schweinezuchtprogramms. In Deutschland ist DanBred International über die EberSperma Vertriebs GmbH aktiv. DBI ist in West- und Osteuropa tätig und verkauft pro Jahr etwa 80.000 Zuchttiere.

## Rassen
- DanAvl-Duroc
- DanAvl-Landrace
- DanAvl-Yorkshire[3]